# Chucky Brown
Clarence Brown, mais conhecido como Chucky Brown (Nova Iorque, 29 de fevereiro de 1968) é um ex-jogador de basquete norte-americano que foi campeão da Temporada da NBA de 1994-95 jogando pelo Houston Rockets.